# 大衛·埃拉扎爾
大衛·埃拉扎爾（希伯來語：דוד אלעזר，1925年8月27日—1976年4月15日）是以色列軍事人物。1964年至1969年擔任北方司令部司令。1972年到1974年期間擔任以色列國防軍（IDF）第九任参谋长。贖罪日戰爭爆發之后，他被迫辞职。1976年4月15日，大衛·埃拉扎爾在游泳时死於心脏病。去世後他被埋葬在耶路撒冷的赫茨爾山。